# Paradoxe de Hempel
Le paradoxe de Hempel a été proposé par le logicien allemand Carl Gustav Hempel dans les années 1940 pour illustrer le fait que l'induction philosophique pouvait heurter l'intuition. Ce paradoxe traite de raisonnements probabilistes en logique, incitant à la prudence dans les formulations pour que l'inférence bayésienne permette une inférence logique acceptable.
Ce paradoxe est aussi nommé paradoxe du corbeau ou de l'ornithologie en chambre.

## Énoncé
Énoncer que « Tous les corbeaux sont noirs » est logiquement équivalent à « Tout objet non noir est autre chose qu'un corbeau », une fois admise la loi de contraposition : 
{\displaystyle p\Rightarrow q} est équivalent à {\displaystyle \lnot q\Rightarrow \lnot p}.
Supposons que nous voulions vérifier cette affirmation « Tous les corbeaux sont noirs ». Une méthode est d'aller observer des corbeaux. Après avoir observé un grand nombre de corbeaux et avoir constaté qu'ils sont tous noirs, on en infère que tous les corbeaux sont probablement noirs. Ou, selon une approche plus bayésienne, chaque nouvelle observation d'un corbeau noir renforce la plausibilité que « Tous les corbeaux sont noirs », et l'observation d'un seul corbeau non noir l'annule.
Or il est logiquement équivalent de vérifier la contraposée « Tout ce qui n'est pas noir est autre chose qu'un corbeau ». Pour vérifier ce second énoncé, en appliquant la même démarche, on peut observer tous les objets non noirs et vérifier que ce ne sont pas des corbeaux. Au lieu d'aller chercher des corbeaux noirs dans la nature, on regarde des objets non noirs, par exemple autour de soi, et on vérifie qu'aucun n'est un corbeau. Les deux énoncés étant équivalents, le deuxième augmente la plausibilité que Tous les corbeaux sont noirs. On arrive alors à ce qui semble être un paradoxe : voir une souris blanche revient à confirmer que tous les corbeaux sont noirs. Hempel fait remarquer que cette inférence est contre-intuitive.
On parle de « paradoxe de l'ornithologie en chambre » car dans cet exemple, l'ornithologue n'a pas besoin de sortir pour observer des corbeaux. Il peut faire sa démonstration simplement en observant les objets non noirs qui sont chez lui.
Satosi Watanabe (en), dans Knowing and Guessing, mentionne même qu'on peut exactement de la même façon, mutatis mutandis, se proposer de renforcer la plausibilité de l'expression « Tous les corbeaux sont blancs ».

### Exemple
Ce que met en évidence Hempel est que le fait qu'il existe un être blanc qui n'est pas un corbeau ne confirme en rien que tous les corbeaux sont noirs. C’est seulement incompatible avec le fait que cet être soit un corbeau si et seulement si la proposition est vraie, ce que nous ne sommes pas encore censés savoir. Le verbe « confirmer » induit en erreur, car on ne fait que vérifier la compatibilité avec les propositions énoncées.
|                      | Syntaxe logique                                                                                        | Langue naturelle                                              |
| -------------------- | --- | ------------------------------------------------------------- |
| Proposition initiale | Si {\displaystyle p} alors {\displaystyle q} ou {\displaystyle p\Rightarrow q}                         | « Si un être est un corbeau alors cet être est noir »         |
| Contraposée          | Si {\displaystyle \lnot q} alors {\displaystyle \lnot p} ou {\displaystyle \lnot q\Rightarrow \lnot p} | « Si un être n’est pas noir alors ce n’est pas un corbeau »   |
| Signification        | On n’a pas {\displaystyle \lnot q} vrai et {\displaystyle \lnot p} faux                                | « On n’a pas d’êtres non noirs qui soient des corbeaux »      |
| Conclusion           | On n’a pas {\displaystyle q} faux et {\displaystyle p} vrai                                            | « La souris blanche n’est pas noire et n’est pas un corbeau » |

On voit sur cette table de vérité que, de la proposition initiale, on ne peut déduire que ceci : « La souris blanche n’est pas noire et n’est pas un corbeau ». Autrement dit « Si {\displaystyle p} alors {\displaystyle q}» (c'est-à-dire que {\displaystyle p} implique nécessairement {\displaystyle q}, ou que le fait d'être un corbeau implique nécessairement d'être noir) signifie « On n’a pas {\displaystyle q} faux et {\displaystyle p} vrai» (on ne peut pas avoir {\displaystyle p} vrai et {\displaystyle q} faux, des corbeaux qui ne soient pas noirs), et ne signifie rien d’autre que cela. Il est donc absurde de dire que voir une souris blanche confirme l'affirmation selon laquelle tous les corbeaux sont noirs.
Ce qui induit en erreur, c’est que l’on fait dire à l’expression « Si un être est un corbeau, alors cet être est noir » davantage qu’elle ne dit en réalité. Elle signifie seulement : « Il n’y a pas d’êtres qui soient des corbeaux et qui soient non noirs », rien d'autre.

## Solutions proposées

### Généralités
Le problème de déclarer : « Observer une souris blanche augmente la confiance qu'on a dans l'énoncé "Tous les corbeaux sont noirs". » vient du fait qu'on sélectionne l'objet en fonction de sa nature "non-corbeau" au lieu de le sélectionner en fonction de sa couleur "non-noire".
Il est certain qu'en sélectionnant un objet dont on sait a priori qu'il n'est pas un corbeau, l'objet observé ne sera pas un corbeau. On n'obtiendra donc aucune information statistique sur la couleur des corbeaux.
Mais s'il était possible de sélectionner uniquement des objets non-noirs, de manière parfaitement aléatoire selon leur nature (qu'ils soient corbeaux ou non), c'est l'ensemble des relevés de leur nature en fonction de leur couleur non-noire (et non pas de leur couleur en fonction de leur nature) qui tendrait progressivement à confirmer par une étude statistique que tous les objets non-noirs ne sont pas des corbeaux, donc que tous les corbeaux sont noirs.

En pratique, une telle méthodologie ne peut pas être appliquée :
- d'une part puisqu'il est nécessaire de se trouver dans un contexte théorique impossible à réaliser, c'est-à-dire un système statistiquement représentatif du monde, où la chance de sélectionner aléatoirement un objet de nature corbeau parmi une quantité d'objets dénombrables est une probabilité non nulle ;
- et d'autre part parce que le cerveau humain priorise automatiquement les modèles d'objets sur leurs couleurs.

### Approche par les probabilités
Le mathématicien français Jean-Paul Delahaye propose une explication basée sur les probabilités où chaque observation nous rapproche de la certitude.
Dans un premier exemple, si dans une chambre il y a quatre objets blancs et dix corbeaux, on dispose bien de deux approches : 
- soit on sort les quatre objets blancs et l'on conclut qu'il n'y a pas dans cette chambre de corbeaux blancs ;
- soit on sort les dix corbeaux et l'on constate qu'ils sont tous noirs.

Ces deux approches procurent bien le même résultat. Mieux, à chaque fois qu'un objet est sorti, la probabilité de l'assertion augmente (toutefois, tant que l'on n'a pas sorti soit les quatre objets blancs, soit les dix corbeaux, un doute légitime reste possible). Il est important de noter que la progression vers la certitude est plus rapide en observant les objets blancs que les corbeaux (4 contre 10).
Mais dans un second exemple, plus proche de la réalité, cela n'est plus possible. Ainsi, dans notre vie quotidienne, le nombre d'objets blancs est quasi-infini. Si la chambre dispose d'un milliard d'objets blancs et de dix corbeaux, il serait plus commode de n'extraire que les corbeaux qui sont moins nombreux, contrairement à l'exemple précédent. Quant aux probabilités, chaque observation de corbeaux me permet d'avoir la probabilité qui augmente sensiblement. Par contre, si extraire un objet blanc me permet aussi de voir cette probabilité augmenter, c'est d'une façon très infime.

### Approche mathématique critique
Ce paradoxe repose sur un formalisme biaisé qui admet que les probabilités marginales {\displaystyle P(C)} et {\displaystyle P(N)} sont fixes. Cela est vrai pour {\displaystyle P(C)}, la proportion de corbeaux dans le monde, mais faux dans le cas de {\displaystyle P(N)}, la proportion d'animaux noirs.
En effet, considérons les deux hypothèses :
{\displaystyle H0} : "tous les corbeaux sont noirs"
{\displaystyle H1} : "parmi l'espèce de corbeaux certains ne sont pas noirs"
Il est dès lors logique de considérer que la proportion de non-corbeaux noirs est indépendante de ces deux hypothèses. Posons alors que {\displaystyle P(\lnot C,N)=k}. Posons aussi que : {\displaystyle P(C)=c};
Et supposons que sous {\displaystyle H1} la proportion de corbeaux non-noirs est {\displaystyle d}, soit : {\displaystyle P(C,\lnot N)=d}
Utilisons les relations suivantes :
{\displaystyle P(N)=P(C,N)+P(\lnot C,N)}
{\displaystyle P(C)=P(C,N)+P(C,\lnot N)}
Il en découle que sous {\displaystyle H0}:
{\displaystyle P(C,\lnot N)=0} et donc que : {\displaystyle P(N)=c+k}
Et sous {\displaystyle H1} : {\displaystyle P(N)=c-d+k}
Cela démontre que la marginale {\displaystyle P(N)} ne peut être considérée comme fixe.
De fait, d'après la relation : {\displaystyle P(\lnot C,N)+P(\lnot C,\lnot N)=P(\lnot C)} on en déduit : 
{\displaystyle P(\lnot C,\lnot N)=1-c-k}
Avec cette formulation nous sommes en mesure d'éprouver le "paradoxe" avec la question suivante :
L'observation d'un non-corbeau non-noir (une vache jaune) permet-elle de réviser notre croyance en l'hypothèse {\displaystyle H0} ?
L'application de la formule de Bayes donne :
{\displaystyle P(H0/\lnot C,\lnot N)=P(\lnot C,\lnot N/H0)*P(H0)/P(\lnot C,\lnot N)}.
Or {\displaystyle P(\lnot C,\lnot N/H0)=P(\lnot C,\lnot N)}
Il en résulte que :
{\displaystyle P(H0/\lnot C,\lnot N)=P(H0)}
Autrement dit, le fait de voir un "non-corbeau non-noir" ne renforce en rien la plausibilité de l'hypothèse que tous les corbeaux sont noirs, ce qui infirme le paradoxe de Hempel.
Par contre, l'induction bayésienne fonctionne tout à fait et en accord avec l'intuition.
Supposons en effet qu'un corbeau noir est observé, on a d'après Bayes :
{\displaystyle P(H0/C,N)=P(C,N/H0)*P(H0)/P(C,N)}
Avec {\displaystyle P(C,N)=P(C,N/H0)*P(H0)+P(C,N/H1)*P(H1)}
En considérant pour simplifier des probabilités à priori neutres pour les deux hypothèses : 
{\displaystyle P(H0)=P(H1)=1/2}
On arrive à : {\displaystyle P(H0/C,N)=c/(2c-d)=1/(2-d/c)>1/2}
Il en résulte que : {\displaystyle P(H0/C,N)>P(H0)}
Ce vieux et faux paradoxe a souvent été utilisé pour laisser penser que l'inférence bayésienne était contre-intuitive et pour créer un désaccord avec la logique classique. En réalité, il n'en est rien.

### Conclusion
Notre perception du problème est celle où le nombre d'objets non noirs est infini, et dans un tel cas voir une souris blanche ne renseignerait nullement sur l'absence des corbeaux non noirs.